# Millettia peguensis
Millettia peguensis (Bengali: তূমা Tuma) là một loài cây trong chi Millettia. Nó là loài bản địa của Lower Burma và Siam.